# Arri PL

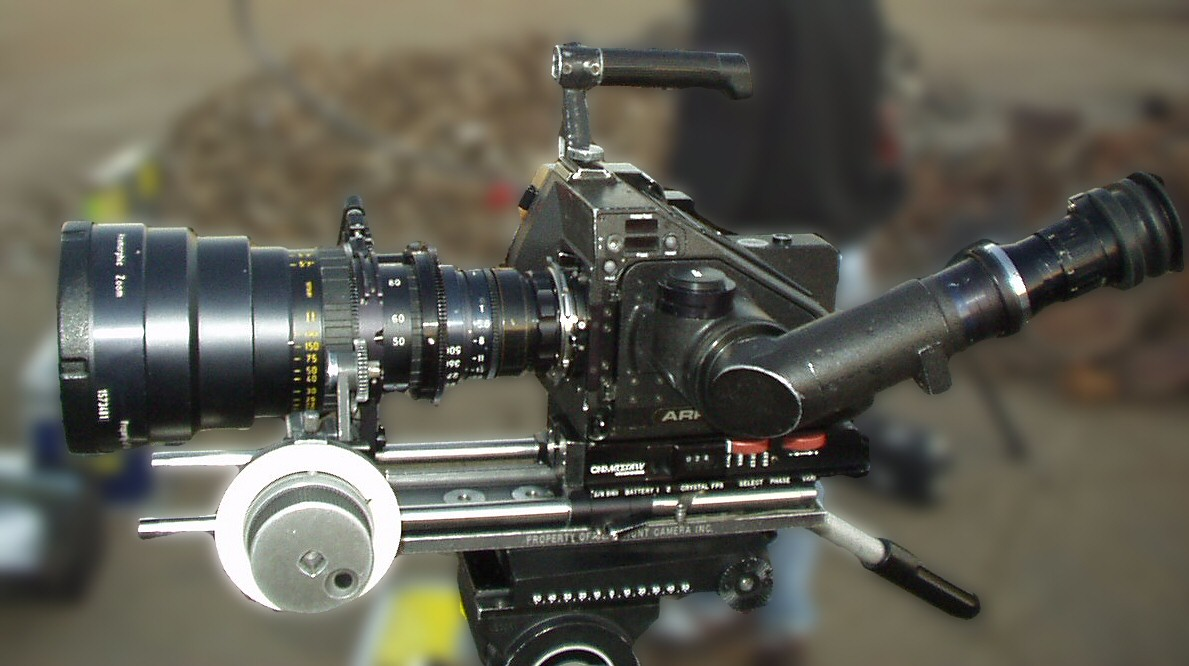
Arri 35II avec zoom anamorphique

La monture Arri PL est une monture d'objectif cinématographique créée par Arri dans les années 1980. 
Le nom de la monture PL provient du terme anglais Positive Lock. La monture possède des contacts électriques qui permettent de transmettre à la caméra choisie la focale utilisée et la donnée d'ouverture.

## Historique
La monture PL est la plus récente des montures créées par le fabricant de caméras Arri : la première monture disponible dans les années 1930 a été remplacée dans les années 1960 par la monture Arri à baïonnette et enfin par la monture PL plus large. 

## Spécificités

### Spécificités mécaniques
Diamètre : 54,00 mm (contre 64,00 mm pour la monture Maxi PL et 72,00 mm pour la monture XPL sur ALEXA65)

### Spécificités optiques
Tirage mécanique : 52,00 mm (51,97 mm pour les modèles rapides Arri SR, 73,5 mm pour Arriflex 765, connue sous le nom de monture "Maxi PL" et 60,00 mm pour la monture XPL de l'ALEXA65)

### Spécificités électroniques
Les optiques équipées de contacts électroniques peuvent transférer des informations à la caméra par le biais de 4 contacts.

## Utilisation

### Compatibilité

RED Scarlet

- 35 mm : Arriflex 35III, Arriflex 35BL3, Arriflex 35BL4, Arriflex 35BL4S, Arriflex 535, Arriflex 535B, Arriflex 435, Arriflex 435ES, Arriflex 435 Advanced, Arriflex 435 Xtreme, Arricam ST, Arricam LT, Cinema Products FX35, Moviecam SuperAmerica, Moviecam Compact, Moviecam SL, Aaton 35
- 16 mm : Arriflex 16SR2, Arriflex 16SR3, Arriflex 16SR3 Advanced, Arriflex 416, Aaton XTRplus (standard), Aaton XTRprod (standard)
- 65 mm : Arriflex 765, ARRI ALEXA65 (avec la monture XPL)
- Numérique : Arri Alexa, Arriflex D-20, Arriflex D-21, Dalsa Origin, Dalsa Origin II, Sony F35, Sony F65, Phantom, Canon C300 PL, Blackmagic URSA PL, Blackmagic Cinema Camera PL
- Monture PL accessible via un adaptateur : Ikonoskop A-Cam dII, Silicon Imaging SI-2K, Sony F3/F5/F55, Blackmagic Cinema Camera mFT/Pocket Cinema Camera
- Monture PL avec un adaptateur externe : Sony a7s, Panasonic GH4
- Monture PL commandable par l'utilisateur : Canon EOS C300, Canon EOS C500, Red One, Red Epic, Red Scarlet, Digital Bolex

### Fabricants
La monture PL étant utilisée par de nombreux systèmes de caméras cinématographiques, de nombreux fabricants d'optiques proposent des objectifs disponibles en monture PL : Angénieux, Arri, Fujinon, Canon,...